# Ammostyphrus cerberus
Ammostyphrus cerberus är en skalbaggsart som beskrevs av Reichardt 1924. Ammostyphrus cerberus ingår i släktet Ammostyphrus och familjen stumpbaggar. Inga underarter finns listade i Catalogue of Life.